# Canyon City (Yukon)
Pour les articles homonymes, voir Canyon City.
Canyon City est une ville fantôme du Yukon, au Canada, située à sept kilomètres de Whitehorse, en amont de Miles Canyon Basalts, sur le Yukon. C'était un lieu important durant la ruée vers l'or du Klondike qui a été transformé en site historique par le gouvernement du Yukon.

## Histoire

### Occupation amérindienne

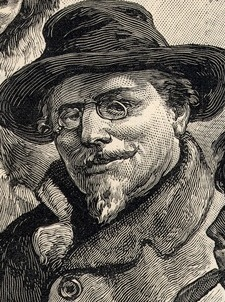
Gravure du portrait de Frederick Schwatka.

Depuis 1994, des recherches archéologiques sont effectuées sur le site de Canyon City sous la direction de T.J. Hammer de l'université Simon Fraser selon les indications de la tradition orale recueillie auprès des Amérindiens appartenant à la Première Nation Kwanlin Dün. De nombreux vestiges sont découverts, montrant que les Premières nations amérindiennes avaient vécu là depuis plusieurs milliers d'années depuis la fin de la dernière période glaciaire qui avait repoussé les populations de la mer de Béring vers le sud.
La présence humaine effective remonte à 2 500 ans au vu des outils qui ont été retrouvés sur le site tels des grattoirs et des pierres volcaniques taillées. Les populations qui vivaient sur une vaste superficie se retrouvaient là à la saison de la pêche et pendant la migration des caribous.
Les premiers explorateurs comme Frederick Schwatka ont encore des contacts avec les autochtones qui vivent alors de la pêche au saumon entre Miles Canyon et les rapides de Whitehorse. Mais l'arrivée des premiers prospecteurs de la ruée vers l'or bouleverse considérablement le mode de vie des populations locales.

### Ruée vers l'or
À partir de 1880, les chercheurs d'or commencent à arriver. Dès 1884, ils sont près de 300 à passer par le col Chilkoot pour atteindre les sables aurifères des affluents du Yukon.
En 1883, le lieutenant Frederick Schwatka remarque que les indigènes, ainsi que les premiers prospecteurs, ont établi un chemin de portage sur la rive est de la rivière, afin de transporter bateaux et outils.
Avec les premières découvertes d'or dans le Klondike en 1896, le nombre de prospecteurs grandit : ils sont plus de 1 000 en 1896. Toutefois, les prospecteurs qui descendent le fleuve Yukon en direction de la Cité de Dawson rencontrent d'énormes difficultés pour franchir les obstacles sur le parcours. C'est alors que Norman Macaulay construit un saloon au départ du chemin de portage de Miles Canyon aux rapides White Horse de huit kilomètreskm. Durant l'hiver 1897-1898, il commence la construction d'un tramway hippomobile sur voie en bois sur la rive est de la rivière, afin de pouvoir transporter plus facilement les marchandises nécessaires.
L'emplacement actuel de Canyon City, en amont, est alors l'endroit où les hommes s'arrêtent avant de continuer plus loin leur prospection. La localité hébergeait  en 1898 un hôtel, un saloon, un restaurant, des magasins, des étables, des ateliers de mécanique, des habitations et un poste de police.
Une autre voie de portage sur rails de bois est aussi créée et exploitée sur la rive opposée par John Hepburn jusqu'à ce que le chemin de fer de White Pass and Yukon Route soit achevé. Il part de Skagway en Alaska et rejoint le lac Bennett dès 1899. La White Pass and Yukon Corporation prend alors l'exclusivité de la route du Klondike et rachète l'installation de Maccaulay en août 1899.
C'est alors que Canyon City perd de son importance et devient petit à petit une ville fantôme.

### Ville fantôme et tourisme
Canyon City est devenue une destination appréciée des touristes pour la randonnée et la pêche et un lieu historique où des fouilles continuent, ainsi que des recherches sur la tradition orale des populations indigènes.

## Référence
- (en) Cet article est partiellement ou en totalité issu de l’article de Wikipédia en anglais intitulé « Canyon City, Yukon » (voir la liste des auteurs).